# Phulia paranympha
Phulia paranympha is een vlindersoort uit de familie van de Pieridae (witjes), onderfamilie Pierinae.
Phulia paranympha werd in 1894 beschreven door Staudinger.